# 倉田みな
倉田 みな（くらた みな、1991年7月4日 - ）は日本のグラビアアイドル、歌手。
静岡県浜松市出身。2007年9月末日をもって、それまで所属していたタスクオフィスから退所。翌年よりエメダーナに移籍し、橋本柚稀と2人組アイドルユニット「エプロン宮殿」を結成して活動したが、橋本の事務所退所に伴い2012年にユニットは解散している。
血液型はA型。特技はドラム（4年以上）。弟が2人いる。

## 経歴

### Vシネマ
- ナースな涼chan（2006年、レイフル）
- 「幽霊学園 二ノ宮冴」中川ゆかり 役
- 『実写版 まいっちんぐマチコ先生』
- 『ビットバレット』郷ミナ 役

### グラビア
- スーパー写真塾 表紙＆特大グラビア（2005年10月、2006年1月、コアマガジン）
- うぶモード 表紙＆特大グラビア（2005年12月、コアマガジン）
- moecco　表紙モデル（2006年4月、マイウェイ出版）
- グラビアの美少女（2007年、MONDO21）

### 写真集
1. 「MinnaMi～Na! ミンナミーナ」（2005年11月、心交社）
2. 「ぷれみなむ」（2006年1月、心交社）
3. 「STAY GOLD」（2006年6月、心交社）
4. 「同級生」（2006年9月、心交社）- しほの涼との共演作品

### DVD
1. 「みなみのしまのみな」（2005年11月、心交社）
2. 「みなゆきひめ」（2006年1月、心交社）
3. 「ナースな涼chan」（2006年5月、心交社） - しほの涼、望月あかり、赤松唯との共演作品
4. 「Departure」（2006年6月、心交社）
5. 「思春旅行 （2006年9月、心交社） - しほの涼との共演作品
6. 「metamorphose」（2006年10月、エアーコントロール）
7. 「はじめてのSexy」（2007年1月、Task visual）
8. 「Petit Betty」（2007年2月、Task visual）
9. 「花の高１トリオ〜桜・桜・桜〜」（2007年4月、Task visual） - 望月あかり、しほの涼との共演作品
10. 「実写版 まいっちんぐマチコ先生 Go！Go！ 家庭訪問！！」（2007年5月、ティーエムシー） - 森下悠里、 和田武、仲村みうとの共演作品
11. 「おクチに恋人」（2007年7月、Task visual）
12. 「ビットバレット Vol.1」（2008年12月、ぶんか社） - 浅野かや、 安井レイ、葉月あい、天野莉絵、高橋梓との共演作品
13. 「ビットバレット Vol.3」（2009年2月、ぶんか社） - 浅野かや、 安井レイ、葉月あい、天野莉絵、高橋梓、しほの涼、山口ひかり、高岡未來との共演作品